# Comité Yugoslavo
El Comité Yugoslavo (en croata: jugoslavenski odbor) fue una organización política subversiva formada por políticos eslavos austrohúngaros exiliados durante la Primera Guerra Mundial para promover la formación de un nuevo estado que agrupase a los eslavos del Imperio Austrohúngaro, al Reino de Serbia y al Reino de Montenegro.

## Creación

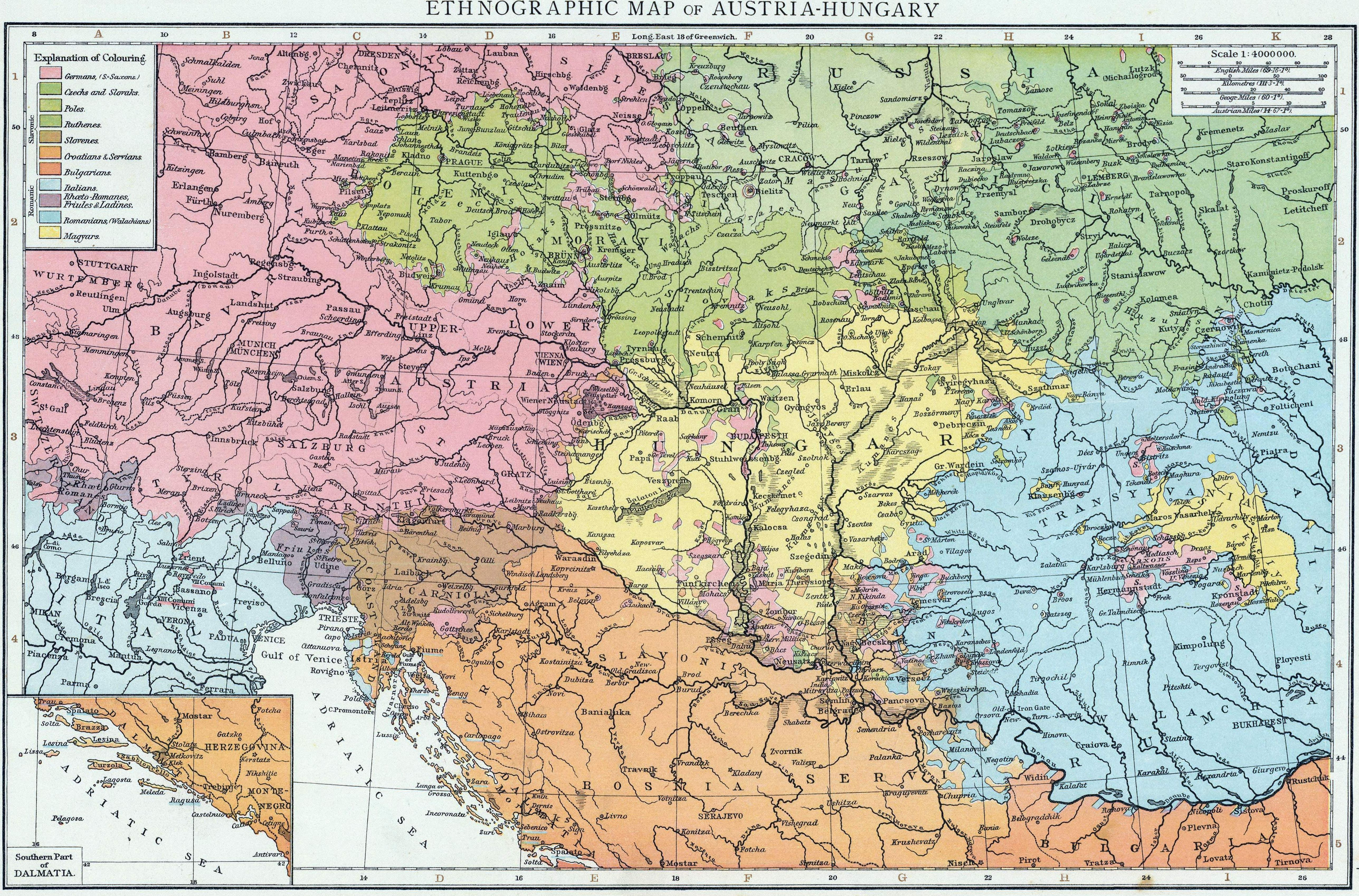
Comunidades austrohúngaras según el censo de 1890 donde se aprecian los territorios de mayor concentración eslovena, serbocroata (sin diferenciar) y las áreas italianas esparcidas por la costa dálmata.

Tras el estallido de la Primera Guerra Mundial algunos políticos nacionalistas yugoslavos huyeron del Imperio austrohúngaro. Entre ellos las figuras más destacadas que formaron una organización favorable al ideal yugoslavo fueron Ante Trumbić y Frano Supilo. Trumbić fue nombrado presidente. Los medios de la formación eran escasos, siendo su fuente principal de fondos las aportaciones de los emigrantes dálmatas de América.
La fundación oficial del Comité se debió a la firma del Tratado de Londres en 1915, que prometía a Italia territorios de población mayoritariamente eslava, para disgusto de los políticos eslavos exiliados. La organización se fundó oficialmente el 30 de abril de 1915. Sus fondos provenían fundamentalmente de los emigrantes eslavos en Norteamérica.
Originalmente su composición reflejaba la preocupación de los políticos exiliados por las ambiciones italianas en el Adriático: de sus doce miembros croatas ocho eran dálmatas. Les acompañaban tres serbios y un esloveno. Desde el comienzo reclamaron para sí la representación de todos los eslavos del sur del Imperio, lo que no reflejaba la realidad al menos hasta la muerte del emperador Francisco José.
Pronto el Comité se puso en contacto con el gobierno serbio, exiliado desde el invierno de 1915-1916 en la isla griega de Corfú, tras la caída de Serbia a finales de 1915. Las relaciones entre ambos fueron tensas.

## Desacuerdos con el gobierno serbio
El comité, que deseaba influir en la Triple Entente a favor de la creación de un nuevo estado yugoslavo, disentía del gobierno serbio encabezado por el veterano político Nikola Pašić, que deseaba que la unificación fuese dirigida únicamente por Serbia, quedando el Comité como una mera agencia de propaganda. Los principales dirigentes del Comité no deseaban las concesiones que Pašić ofrecía, sino una unión en igualdad de croatas, serbios y eslovenos, lo que el gobierno serbio consideraba un intento de igualar el Comité al gobierno de Serbia. Los dirigentes croatas del Comité consideraban que la dirección del movimiento unificador en los territorios austrohúngaros debía corresponder a Croacia, y no llevarse a cabo por la expansión militar serbia, como defendía el gobierno de Pašić. Estos dirigentes temían cambiar lo que consideraban una situación de opresión en Austria-Hungría por otra, esta vez a manos de Serbia. Supilo pronto comenzó a reclamar ciertas medidas que consideraba mostrarían la buena voluntad del gobierno serbio para formar un nuevo estado y no simplemente anexionarse nuevos territorios.

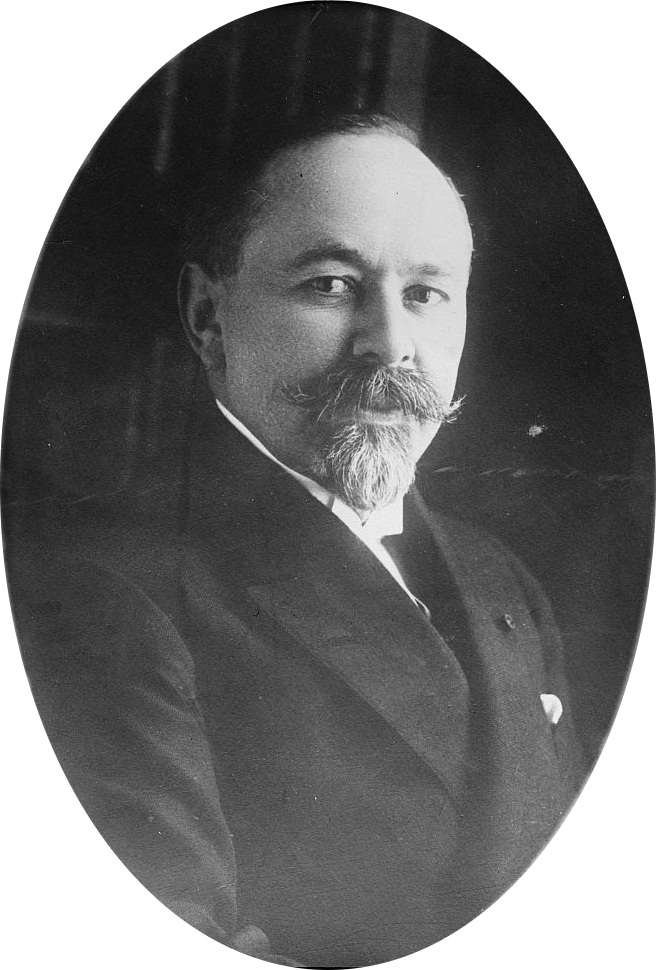
Ante Trumbić, uno de los principales miembros del Comité, posteriormente ministro de Exteriores de Yugoslavia.

Las actividades del Comité se vieron estorbadas por la actitud de Pašić y por la de la propia Entente, no interesada al comienzo en desmembrar el Imperio austrohúngaro. La firma del Tratado de Londres de 1915, secreto pero al final conocido por el Comité, atemperó sus críticas al gobierno serbio, ya que las amplias promesas de territorio poblado mayoritariamente por eslavos a Italia a cambio de su entrada en la guerra del lado de la Entente parecía hacer de las victorias serbias la mejor garantía para la creación del nuevo estado yugoslavo y para frenar la expansión italiana.
Las posteriores negociaciones secretas entre Pašić, disgustado por el intento de la Entente de ceder territorios serbios a Bulgaria para ganarse su favor, y la Entente, dispuesta a ceder a Serbia territorios no asignados a Italia en el Tratado de Londres incluyendo parte de los poblados mayoritariamente por croatas, enfurecieron a los miembros croatas del Comité, especialmente a Supilo, que defendió el establecimiento de un Comité exclusivamente croata y, si fuese necesario, un estado croata independiente, postura que el resto del Comité, más preocupado por la amenaza de Hungría e Italia, no respaldó. Supilo abandonó entonces el Comité en junio de 1916. Su partida no mejoró las relaciones del Comité con el gobierno serbio. La negativa de Pašić a llamar yugoslavos a los batallones formados por prisioneros de guerra austrohúngaros en Rusia y por voluntarios de América aumentó los recelos del Comité hacia las intenciones del gobierno serbio. Pašić lo consideraba como una maniobra para crear un ejército croata que arrebatase la gloria de liberar los territorios mayoritariamente eslavos del sur del Imperio austrohúngaro al ejército serbio. Entre los voluntarios reclutados entre los prisioneros en Rusia había una proporción elevada de eslovenos y croatas en la oficialidad, pero un número muy escaso entre la tropa, que había de servir en unidades de intenso carácter serbio.

## Declaración de Corfú
La Revolución de Febrero en Rusia privó a Pašić de su principal valedor, el gobierno zarista, forzándole a moderar su actitud ante el Comité. En julio de 1917 firmó junto al Comité la Declaración de Corfú, que comprometía a las partes a formar un estado independiente para los serbios, croatas y eslovenos, de carácter constitucional, democrático y monárquico. El rey pertenecería a la dinastía reinante en Serbia, la Karađorđević, y la constitución sería redactada por una futura asamblea constituyente que debía aprobarla con una mayoría cualificada.
Símbolo del compromiso entre las posturas de las dos partes, la Declaración se aprobó con posturas diferentes entre los delegados del Comité. Mientras la mayoría se mostraba contraria a un modelo federal para el nuevo estado, algunos delegados como Trumbić expresaron a favor de limitar los poderes del gobierno central y de que la mayoría que aprobase la constitución lo fuese en cada grupo por separado, a lo que Pašić se negó. Mientras este pasó a ver la Declaración como una mera declaración de intenciones, el Comité la trató como un compromiso firme entre las partes, lo que ya auguró los problemas futuros sobre la forma del nuevo Estado.

## Últimos meses de la guerra
En el otoño de 1917 la Entente aún no se había decidido a desmembrar el Imperio austrohúngaro y, ante la posibilidad de una paz con este que eliminase la oportunidad de la unión de los eslavos del sur, Pašić trató, a espaldas el Comité, de lograr al menos la cesión de Bosnia-Hercegovina, dejando para más adelante la unión con los demás territorios eslavos del Imperio. La reticencia a pactar con los austrohúngaros de los italianos y la posterior paz de Brest-Litovsk en la primavera de 1918 hicieron que la Entente acabase por abandonar sus intentos de acuerdo con Viena.

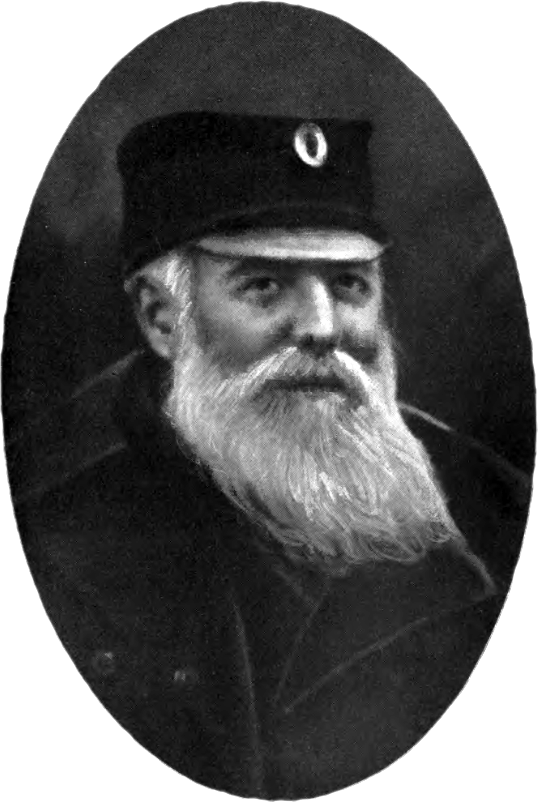
Nikola Pašić, primer ministro serbio, defensor de una política de expansión serbia y unión de los territorios eslavos del sur de Austria-Hungría en torno a Serbia, fue un duro adversario del Comité, partidario en general de una unión más federal.

En el verano empeoraron las relaciones entre el Comité y el gobierno serbio. La causa fue la solicitud de Trumbić a los aliados de la Entente de reconocer al Comité como el representante legítimo de los eslavos del sur en Austria-Hungría de forma similar a como se había reconocido al comité nacional checoslovaco. Pašić se había opuesto rotundamente a la petición, argumentando que ya Serbia podía representar a todos los eslavos del sur en las negociaciones con el resto de países aliados. Trumbić denunció la postura a favor de la hegemonía serbia ante el gobierno británico, donde notables simpatizantes de la causa yugoslava le respaldaron.
La posición del Comité salió reforzada al final de la guerra cuando el comité nacional formado en Zagreb le designó el 29 de octubre de 1918 como su representante oficial en el extranjero. Entre el 6 y el 9 de noviembre de 1918 representantes del Comité se reunieron en Ginebra con Anton Korošec, presidente del consejo nacional de Zagreb, Pašić y delegados de la oposición serbia, que se había distanciado de Pašić tras los juicios de Salónica que habían acabado con el poder de la Mano Negra, que Pašić había arreglado. Pašić, en minoría, hubo de reconocer al consejo nacional como representante de los eslavos del sur austrohúngaros y Trumbić logró, a pesar de la débil oposición de Pašić, aprobar la creación de un nuevo gobierno con 12 ministros, de los que Serbia aportaría la mitad y el consejo nacional la otra mitad. Ambos gobiernos permanecerían en activo hasta la convocatoria de la asamblea constituyente. Se invitó al Reino de Montenegro a unirse al nuevo estado.
El nuevo gabinete se formó en parte pero pronto la oposición de Pašić a los acuerdos causaron una crisis del gobierno serbio, que repudió las concesiones de Ginebra.